# Бондарев, Александр Витальевич
Александр Витальевич Бондарев (род. 27 января 1990) — российский самбист, победитель и призёр розыгрышей Кубка России, чемпион и призёр чемпионатов России, победитель и призёр международных турниров, призёр розыгрышей Кубка мира, мастер спорта России международного класса. Член сборной команды страны по самбо. На российских соревнования представляет команду Чувашии.

## Спортивные результаты
- Чемпионат России по самбо 2014 года — ;
- Чемпионат России по самбо 2015 года — ;
- Чемпионат России по самбо 2016 года — ;
- Мемориал М. Бурдикова 2017 года — [3];
- Чемпионат России по самбо 2019 года — ;
- Чемпионат России по самбо 2022 года — ;